# Giovanni Turini
Giovanni Turini (23 maggio 1841 – 27 agosto 1899) è stato uno scultore italiano naturalizzato statunitense.

## Biografia
Giovanni Turini nacque nei pressi di Verona, il 23 maggio 1841. Studiò scultura a Milano e Roma, e in seguito divenne docente a Milano. Durante la II Guerra d'Indipendenza del 1866 prestò servizio come volontario nel IV reggimento dei Cacciatori delle Alpi di Giuseppe Garibaldi. Nel 1874 venne negli Stati Uniti d'America e si stabilì a New York fino al 1880. 
Durante questo periodo ha esposto presso la National Academy of Design nel 1874 e nel 1880.
Nel 1867 espone un gruppo di statue dal titolo "Angelica e Medora" alla Fiera Mondiale di Parigi, e nel 1882 ha fatto un busto di papa Leone XIII.
Le sue opere più conosciute gli vennero commissionate nel periodo americano dagli italiani della città di New York e sono 
il busto di Giuseppe Mazzini (1878) situato nel Central Park lungo la West Drive del 1878 e il Monumento a Giuseppe Garibaldi eretto nella Washington Square Park del 1888.